# Samsung Galaxy S20
Samsung Galaxy S20 es una línea de teléfonos inteligentes Android de gama alta fabricados por Samsung. Revelados durante un evento el 11 de febrero de 2020, comprados en preventa, los dispositivos fueron enviados a partir del 6 de marzo de 2020.
Los Galaxy S20, S20+ y S20 Ultra tienen un precio de $999, $1199 y $1399 respectivamente, contando los últimos dos con tecnología 5G. Este terminal se ha revelado igualmente junto con el Samsung Galaxy Z Flip.
Samsung ha bloqueado las actualizaciones manuales en el S20 por lo que pasado el tiempo de soporte el usuario no podrá actualizar el teléfono con otras actualizaciones.

## Problemas conocidos
- La cámara tiene problemas con el enfoque y el alisado de la piel. Samsung supuestamente está trabajando en arreglar este problema.[3][4]
- El modelo con chip Snapdragon tiene problemas con el GPS.[5]
- Los usuarios están reportando que el vidrio de la cámara se rompe espontáneamente.[6][7]